# Бей-дю-Норд
Бей-дю-Норд (англ. Bay du Nord River) — река на острове Ньюфаундленд в провинции Ньюфаундленд и Лабрадор на востоке Канады. Длина реки — 68 км. Площадь водосборного бассейна реки равна 2895 км².

## География
Река Бей-дю-Норд протекает в южной части острова Ньюфаундленд. Берёт начало на водоразделе с рекой Терра-Нова в 60 км к югу от города Гандер, к юго-востоку от Гранд-Фолс-Уинсор и в 150 км к северо-западу от провинциальной столицы Сент-Джонс. Течёт по Центральному плато Ньюфаундленда через серию больших озёр и озёрных цепочек. Ниже озера Медоннегоникс берега реки большей частью покрыты лесом, а река то свободно разливается, то образует узкие стремнины. Самым впечатляющим является водопад Смоки, где воды реки образуют 20-метровый каскад водопадов, обрываясь в глубокую долину. В четырёх километрах от устья река образует большую дельту. Впадает в залив Форчун.

## Растительный и животный мир
Бей-дю-Норд течёт в долине, где часто встречаются ландшафты исключительной естественной красоты. Вдоль течения реки встречаются озера, болота, северные леса и обширные пустоши. Здесь также находятся такие завораживающие места, как например гора Сильвестр.
В большей части своего течения Бей-дю-Норд находится в пределах экорегиона восточных приморских пустошей, в котором представлены как арктические растения, так и растения южного побережья Ньюфаундленда. Среди карликовой кустарниковой растительности пустошей превалирует кальмия узколистная (Kalmia angustifolia) на защищённых склонах, и водяника чёрная (Empetrum nigrum) на вершинах. Широкий покров карликовых кустарников соседствует с лишайниками и «заплатами» из низкорослой бальзамической пихты (Abies balsamea).
Возле устья реки находится маленькая область западно-ньюфаундлендского лесного экорегиона. В этой области превалируют бальзамическая пихта и черная ель, на нижнем ярусе — щитовник картузианский (Dryopteris spinulosa). Эта область также содержит целый ряд растений, которые не характерные для Ньюфаундленда, как например ольха болотная и травянистые болота вдоль реки.
Бассейн реки Бей-ду-Норд — место зимовки наибольшего на острове стада карибу численностью приблизительно 15 тысяч животных, а также место, где появляется на свет их потомство. В заповеднике Бей-дю-Норд обитают все разновидности млекопитающих, характерные для острова, а также наибольшее число канадской казарки в восточном Ньюфаундленде. Довольно большое число орланов гнездится в районе южного побережья. В водах реки водится форель и атлантический лосось.

## Геология
Река течёт через две континентальные структурные зоны горной системы ньюфаундлендских Аппалачей. Аппалачи образовались в течение раннего палеозоя, когда Северная Америка столкнулась с Европой и Северной Африкой. Горная цепь разделилась около 120 миллионов лет тому назад во время образования Атлантического океана. Геологический разлом отмечает линию столкновения двух континентов и разделяет две структурных зоны: зону Авалон со скалами возрастом свыше 600 миллионов лет и зону Гандер со скалами возрастом от 355 до 410 миллионов лет. Разлом представляет собой долину в 4 км выше устья Бей-дю-Норд. В мире немного подобных мест, где можно увидеть свидетельства столкновения и «сварки» континентов Северной Америки и Евро-Африки, поэтому долина имеет международное геологическое значение.
Свидетели оледенения, такие как ребристые морены, бороздчатость, каменные друмлины и гора Сильвестр, — составляющая часть ландшафта пустошей. Гора Сильвестр представляет особый геологический интерес, потому что это инзельберг, одинокая каменная скала, появившаяся благодаря выветриванию окружающих пород и впоследствии изменившаяся под воздействием ледника.

## История
Предполагают, что ещё до появления европейцев на острове, река использовалась в качестве транспортной артерии для быстрого доступа к удалённым от моря районам. Микмаки появились здесь в XVIII—XIX веках.
Уильям Эпп Кармак, знаменитый ньюфаундлендский исследователь, пересек реку во время своего путешествия через Ньюфаундленд в 1822 году. Он дал название горе Сильвестр в честь своего микмакского проводника Джо Сильвестра, который описал гору как самую большую достопримечательность на пути через остров.
Первое европейское поселение появилось на берегах реки в 30-е годы XIX века. Основным занятием местных жителей было рыболовство, позже — лесозаготовка.
В 1887 геолог и археолог Джеймс Хоули стал первым европейцем, который проплыл по реке от начала и до конца. Во время его геологоразведки Центрального Ньюфаундленда, он дошёл пешком до вершины горы Сильвестр и соорудил там большую пирамиду из камней, чтобы помочь в триангуляции её местоположения. Пирамида Хоули стоит до сегодняшнего дня.
В 2006 году река включена в Список охраняемых рек Канады. Длина охраняемого участка реки равна 75 км, из них 69 км входят в состав заповедника Бей-дю-Норд.